# A noi piace freddo...!
A noi piace freddo...! è un film del 1960 diretto da Steno.

## Trama
Durante la seconda guerra mondiale un borsanerista è scambiato per una spia inglese.